# Rhea Seehorn

Rhea Seehorn auf der Comic-Con International 2018

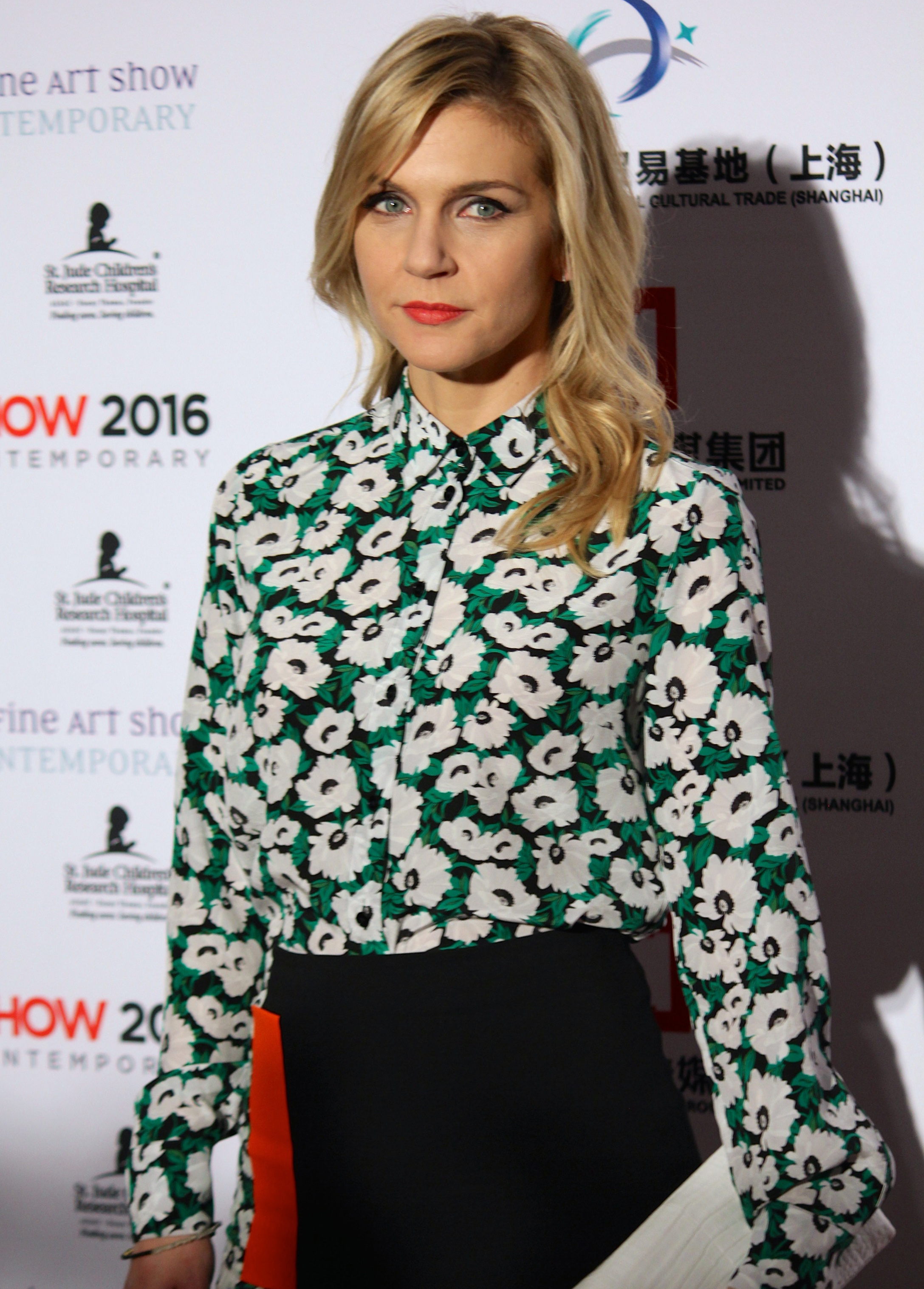
Rhea Seehorn, 2016

Rhea Seehorn [ˈɹeɪ ˈsiːhɔːɹn] (* 12. Mai 1972 in Norfolk, Virginia) ist eine US-amerikanische Schauspielerin, die durch ihre Rollen in den Serien Alex und Whitney – Sex ohne Ehe und Better Call Saul bekannt wurde.

## Leben und Karriere
Rhea Seehorn wuchs in Virginia auf. Sie studierte Drama und Darstellende Künste auf dem College. Während dieser Zeit starb ihr Vater, was sie dazu veranlasste, Schauspielerin zu werden. Ihre Schauspielkarriere begann Seehorn auf diversen Theaterbühnen, unter anderem in Washington, D.C. Später zog sie nach Manhattan. Nach ihrem Umzug nach Los Angeles hatte sie Auftritte in zahlreichen Filmen und Fernsehserien. Seit 1998 drehte sie Filme. Zwischen 2003 und 2004 spielte sie eine Hauptrolle in der ABC-Serie I’m with Her. 2005 war sie in einigen Folgen von Head Cases zu sehen, bevor sie 2006 im Film Shaggy Dog – Hör mal, wer da bellt spielte. Von 2011 bis 2013 hatte sie eine Hauptrolle in der auf NBC ausgestrahlten Sitcom Alex und Whitney – Sex ohne Ehe, neben Whitney Cummings und Chris D’Elia. Weitere Bekanntheit erlangte Seehorn durch ihre Verkörperung der Ellen Swatello in der ersten und in der dritten Staffel der Serie Franklin & Bash.
Seit Februar 2015 war sie in dem Breaking-Bad-Spin-off Better Call Saul in der Rolle der Kim Wexler zu sehen.

## Filmografie (Auswahl)
- 1998: A Case Against Karen
- 2001: Riders
- 2003–2004: I’m with Her (Fernsehserie, 22 Folgen)
- 2005: Head Cases (Fernsehserie, 6 Folgen)
- 2005: Romy und Michele: Hollywood, wir kommen! (Romy and Michele: In the Beginning)
- 2006: Shaggy Dog – Hör mal, wer da bellt (The Shaggy Dog)
- 2007: The Singles Table (Fernsehserie, 6 Folgen)
- 2008: The Starter Wife – Alles auf Anfang (The Starter Wife, Fernsehserie, 4 Folgen)
- 2009: Eca Adams
- 2009: American Dad (American Dad!, Fernsehserie, Folge 4x09)
- 2009: Trust Me (Fernsehserie, 3 Folgen)
- 2009: Dollhouse (Fernsehserie, Folge 1x10)
- 2010: Burn Notice (Fernsehserie, Folge 4x04)
- 2010: The Closer (Fernsehserie, Folge 6x09)
- 2011–2013: Alex und Whitney – Sex ohne Ehe (Whitney, Fernsehserie, 38 Folgen)
- 2011–2014: Franklin & Bash (Fernsehserie, 11 Folgen)
- 2013: Family Guy (Fernsehserie, Folge 11x19, Stimme)
- 2015–2022: Better Call Saul (Fernsehserie, 60 Folgen)
- 2018: Roseanne (Fernsehserie, Folge 10x04)
- 2018: Law & Order: Special Victims Unit (Fernsehserie, Folge 19x12)
- 2017: Shut Eye (Fernsehserie, 2 Folgen)
- 2019: The Act (Fernsehserie, Folge 1x06)
- 2019: The Twilight Zone (Fernsehserie, Folge 1x07)
- 2019: Veep – Die Vizepräsidentin (Veep, Fernsehserie, 5 Folgen)
- 2019: Inside Man: Most Wanted
- 2020: Cooper’s Bar
- 2021: Ridley Jones (Fernsehserie, 5 Folgen, Stimme)
- 2021: The Harper House (Fernsehserie, 10 Folgen, Stimme)
- 2021: Things Heard & Seen
- 2022: Linoleum – Das All und all das (Linoleum)
- 2023–2024: Invincible (Fernsehserie, 2 Folgen, Stimme)
- 2023–2024: Monster High (Fernsehserie, 4 Folgen, Stimme)
- 2024: Bad Boys: Ride or Die